# Dendrotettix australis
Dendrotettix australis är en insektsart som först beskrevs av Morse 1907.  Dendrotettix australis ingår i släktet Dendrotettix och familjen gräshoppor. Inga underarter finns listade i Catalogue of Life.